# Воронянка
Воронянка (рос. Воронянка, пол. Woronianka) — колишній хутір у Руднє-Городищенській сільській раді Троянівського району Волинської округи Української СРР.

## Населення
Наприкінці 19 століття в поселенні проживало 57 осіб, дворів — 5, у 1906 році — 38 мешканців, дворів — 6.

## Історія
Наприкінці 19 століття — хутір П'ятківської волості Житомирського повіту.
У 1906 році — хутір П'ятківської волості (6-го стану) Житомирського повіту Волинської губернії. Відстань до повітового центру м. Житомир становила 32 версти, від волосного центру містечка П'ятка — 13 верст. Найближче поштово-телеграфне відділення розміщувалося на станції Чуднів-Волинський.
До 1923 року входив до складу Троянівської волості Житомирського повіту. У 1923 році включений до складу новоствореної Руднє-Городищенської сільської ради, яка 7 березня 1923 року увійшла до складу новоутвореного Троянівського району Житомирської округи.
Знятий з обліку населених пунктів до 1 жовтня 1941 року.